# Joh. de Vries
Johannes (Hans) de Vries (Heemstede, 12 maart 1927 – Bosch en Duin, 13 oktober 2021) was een Nederlands economisch historicus. Binnen de academische wereld stond De Vries bekend onder de naam "Joh. de Vries" om zich te onderscheiden van naamgenoten binnen zijn vakgebied. Hij was hoogleraar aan de Katholieke Hogeschool Tilburg en werkzaam voor De Nederlandsche Bank.

## Biografie
Na de lagere school en de HBS-A behaalde De Vries in 1954 het doctoraal economie aan de Universiteit van Amsterdam. In 1959 promoveerde hij cum laude bij prof. dr. I.J. Brugmans op de studie De economische achteruitgang der Republiek in de achttiende eeuw. 
De Vries richtte zich tijdens zijn wetenschappelijke carrière met name op het onderwerp bedrijfsgeschiedenis, waaronder bankgeschiedenis. In de periode 1959 tot en met 1968 was De Vries freelance werkzaam als auteur van bedrijfsgeschiedkundige boeken over onder meer de Kamer van Koophandel Amsterdam en Hoogovens IJmuiden.
Vanaf 1967 tot en met 1981 was De Vries hoogleraar in de economische geschiedenis aan de Katholieke Hogeschool Tilburg. Bij dezelfde universiteit was hij van 1982 tot en met 1992 buitengewoon hoogleraar economische geschiedenis. In de periode 1981 tot 1994 was De Vries economisch historicus van De Nederlandsche Bank. Hij was sinds 1979 lid van de Koninklijke Nederlandse Akademie van Wetenschappen (KNAW). 
De Vries overleed in 2021 op 94-jarige leeftijd.

## Publicaties
- 1955 De economische achteruitgang der Republiek, in: Algemene Geschiedenis der Nederlanden, VIII, De revolutie tegemoet 1748-1795. (Utrecht 1955), P. 222-260 (hoofdstuk bijdragen).
- 1959 De economische achteruitgang der Republiek in de achttiende eeuw (Amsterdam 1959) (Proefschrift Amsterdam G u; (2de druk 1968, 3de druk 1980). Besproken door H. Baudet, in: De Economist io8 (1960), P. 455-458. Besproken door *J. Wieringa,in: Tijdschrift voor Geschiedenis 73 (1960), P. 297-298.
- 1961 Geschiedenis der chemische industrie (Uithoorn 1961) (onuitgegeven manuscript). Met Amsterdam als brandpunt 1811-1961. Gedenkboek uitgegeven t.g.v. het 150-jarig bestaan van de Kamer van Koophandel en Fabrieken voor Amsterdam (Amsterdam 1961). Besproken door W.J. Wieringa, in: Tijdschrift voor Geschiedenis 76 (1963), P. 246-247. Besproken door C. Wiskerke, in: De Economist 110 (1962), P. 280-282.
- 1963 Wij samen onder de Oranjes. 150 jaar Nederlandse samenleving (bijzondere medewerking G.W. Ovink; met een inleiding van L.G. Kortenhorst, samen met D. de Boer) (Amsterdam-Brussel 1963). [In 1965 heruit-gegeven onder de titel Moderne geschiedenis van Nederland.] Ontsloten poorten, Vijftig jaren volksuniversiteit in Nederland 1913-1963, Bouwstenen voor de kennis der maatschappij nr. 46 (Assen 1963). Besproken door E. Lopes Cardozo, in: Mens en Maatschappij 38 (1963), P. 322. Besproken door E. Velema, in: Paedagogische Studien 40 (1963), -p. 472-473. Besproken door A.C.J. de Vrankrijker, in: Tijdschrift voor Geschiedenis 76 (1963), P. 357-358.
- 1965 Amsterdam-Rotterdam, rivaliteit in economisch-historisch perspectief. Fibulareeks nr. 8 (Bussum 1965). Besproken door H. Klompmaker, in: Tijdschrift voor Geschiedenis 79 (1966), p. 475-476. Moderne geschiedenis van Nederland (algemene opzet en bijzondere medew. Van G.W. Ovirik; met een inleiding van L.G. Kortenhorst) (Amsterdam 1965). [In 1963 verschenen ander de titel: Wij samen onder de Oranjes.]
- 1968 Hoogovens IJmuiden 1918-1968. Ontstaan en groei van een basisindustrie, Koninklijke Nederlandse Hoogovens en Staalfabrieken (Amsterdam 1968). Besproken door J.A. de Jonge, in: Maandschrift Economie 34 (1969/1970), P. 332-334. Besproken door H. Klompmaker, in: Tijdschrift voor Geschiedenis 83 (1970), P. 121-123. Besproken door F. Schuurmans, in: Tijdschrift voor Economische en Sociale Geografie 61 (1970), P. 191-192.
- 1969 Nieuw Nijmegen 1870-1970. Moderne economische geschiedenis van de stad Nijmegen. Bijdragen tot de geschiedenis van het zuiden van Nederland, Is, (Tilburg 1969).
- 1970 Herinneringen en dagboek van Ernst Heldring (1871-1954), 3 delen. Werken van het Nederlands Historisch Genootschap, 5de serie, nr. 2-4. (Groningen 1970). Besproken door E. van Raalte, in: Tijdschrift voor Geschiedenis 8 (1972), p. 604-607.
- 1973 De Coöperatieve Raijfeisen- en Boerenleenbanken in: Nederland 1948-1973. Van exponent tot component [Verschenen ter gelegenheid van het 75-jarig jubileum van de Coöperatieve Centrale Raiffeisen-Boerenleenbank G.A.1 (Amsterdam 1973). Besproken door H.W.J. Bosman, in: Rabobank 2 (1973, oktober) nr. 10, p. II. De Nederlandse economie tijdens de 20ste eeuw. Een verkenning van het meest kenmerkende (Antwerpen-Utrecht 1973), (ongewijzigde herdrukken in '1977, 1978, 1983, in het Engels vertaald in 1978). Besproken door I.J. Brugmans, in: Intermediair (01.11.1974). Besproken door T.J. Kastelein, in: Tijdschrift voor Geschiedenis 88 (1975), P. 355-361- Besproken door P. Lenders, in: Economisch en Sociaal. Tijdschrift 28 (1974), P. 300. Besproken door G.J. Meijer, in: Bijdragen en Mededelingen betreffende de Geschiedenis der Nederlanden 90 (17), P. 108-109. Besproken door André Luwel, in: Tijdschrift voor Sociale Wetenschappen 19 (1974), p. 97-98. Besproken door M.N., in: De Gids op Maatschappelijk Gebied 6 (1974), P. 368.
- 1976 Een eeuw vol effecten. Historische schets van de Vereniging voor de Effectenhandel en de Amsterdamse Effectenbeurs 1876-1976 [Uitgegeven ter gelegenheid van het 100-jarig bestaan van de Vereniging voor de Effectenhandel op 6 mei 1976, Wormerveer.] (Amsterdam 1976). Besproken door H. Visser, in: Tijdschrift voor Geschiedenis 91 (1978), P. 328. Besproken door M.G Buist, in: Bijdragen en Mededelingen betreffende de Geschiedenis der Nederlanden 98 (1983), P. 248-251.
- 1977 De Nederlandse economie tijdens de 20ste eeuw. Een verkenning van het meest kenmerkende, 2dc ongewijz. dr. (Antwerpen-Utrecht 1977).
- 1978 De Nederlands economie tijdens de 20ste eeuw. Een verkenning van het meest kenmerkende, 3de ongewijz. dr. (Haarlem 1978). The Netherlands Economy in the Twentieth Century. An Examination of the Most Characteristic Features in the Period 1900-1970; translated by Derek S. Jordan. (Assen 1978). (Aspects of Economic History: The Low Countries, 3, eds. Simon Schama and Johan de Vries). Besproken door Lawrence J. Minct, in: The Journal of Economic History 39 (içr), P. 789-790. Besproken door J. Mokyr, in: American Historical Review 84 (1979), P. 1406-1407. Besproken door R.T. Griffiths, in: Economic History Review 32 p. 623-624.
- 1979 Limperg's dagboek van zijn studiereis naar de Verenigde Staten in 1929. Met Leo Webers (Leiden-Antwerpen 1979). Besproken door H. der Kinderen, in: Economisch en Sociaal Tijdschrift 34 (1980), P. 710-711.
- 1980 Het economisch leven in Nederland 1918-1940, in: Algemene Geschiedenis der Nederlanden, deel 14, Nieuwste tijd. (Haarlem 1979), P. 102-145. 'De twintigste eeuw', in: De economische geschiedenis van Nederland, onder redactie van H. van Stuijvenberg. 2de dr. (Groningen 1979).
- 1981 Katholieke Hogeschool Tilburg. Deel II, 1955-1977. Onderweg van Hogeschool naar Universiteit. (Baarn 1981). Besproken door G.A.M. van den Heuvel, in: Brabantia 31 (1982), p. 66-67. Besproken door J.P.A. van den Dam, in: Brabantia 31 (1982), p. 68. Besproken door A.C. Zijderveld, in: Sociale Wetenschappen 25 (1982), P. 337-341. Besproken door A.E. Cohen, in: Bijdragen en Mededelingen betreffende de Geschiedenis der Nederlanden 98 (1983), p. 625-627.
- 1983 Lion, Markus en de comptabiliteit in Nederland omstreeks 1900. Mededelingen der Koninklijke Nederlandse Akademie van Wetenschappen, afdel. Letterkunde, nieuwe reeks 46, nr. 4. (Amsterdam 1983). De Nederlandse economie tijdens de 20ste eeuw: een verkenning van het meest kenmerkende, 4de ongewijz. dr. (Bussum 1983).
- 1985 Geschiedenis der Accountancy in Nederland. Aanvang en Ontplooiing, 1895-1935. In opdracht van het Nederlands Instituut van Registeraccountants (Assen/Maastricht 1985). Besproken door Karel Soudijn, in: Tilburgs Hogeschoolblad 23 (nov. 1985), P. II.
- 1989 Geschiedenis van De Nederlandsche Bank. Deel V. De Nederlandsche Bank van 1914-1948. Deel I: Visserings tijdvak 1914-1931" (Amsterdam 1989). Besproken door W. Eizenga, in: Bank- en Effectenbedrijf 38 (dec. 1989), P. 35-37. Besproken door W. Eizenga, in: NEHA-Bulletin 3 (1989), P. 111-116.
- 1994 Geschiedenis van De Nederlandsche Bank. Deel V. De Nederlandsche Bank 1914 tot 1948. Deel II: Trips tijdvak 1931-1948 onderbroken door de Tweede Wereldoorlog".
- 1995 Four Windows of Opportunity. A Study in Publishing.
- 2000 Goud op het spoor, onder pseudoniem: S.T. Olivier.
- 2001 Hooggebergte der ijdelheid. Bedrijfshistorische herinneringen, Boom.
- 2007 Zwijggeld of de regel van Sint-Petersburg.
- 2011 Ontstaan en groei van de economische systemen Van het neolithicum tot de eindtijd, Boom.

- Gemeinsame Normdatei: 119099942
- International Standard Name Identifier: 0000 0000 8976 5579
- Library of Congress Control Number: n79027001
- Nationale bibliotheek van Australië: 54957649
- Nationale Bibliotheek van Israël: 987007525178505171
- Nationale Bibliotheek van Polen: a0000002503704
- Nederlandse Thesaurus van Auteursnamen: 067848826
- Réseau des bibliothèques de Suisse occidentale: 02-A003161347
- Système universitaire de documentation: 026653915
- Trove: 1601025
- Virtual International Authority File: 110295429
- WorldCat: E39PBJxt3JMY9XXMjPX83d6h73